# Hadena canosticta
Hadena canosticta là một loài bướm đêm trong họ Noctuidae.